# Station Vikersund
Station Vikersund is een station in  Vikersund in de gemeente Modum  in  Noorwegen. Het station ligt aan Randsfjordbanen. Het stationsgebouw dateert uit 1866 en is een ontwerp van Georg Andreas Bull.
Vikersund was ooit het eindpunt van Krøderbanen. Deze lijn was tot 1985 in gebruik voor goederenvervoer en wordt sindsdien als museumlijn in stand gehouden.